# Etoumbi
Etoumbi település a Kongói Köztársaság északnyugati részén, Cuvette-Ouest tartományban. Lakosai főként vadászatból tartják el magukat.
Az elmúlt években négy alkalommal is Ebola-vírusos fertőzések bukkantak fel a területen, amit valószínűleg a falu lakói által az erdőben talált elhullott állatok elfogyasztása okozott. 2003-ban a betegségben 120 ember halt meg. 2005 májusában újabb víruskitörésre került sor, ami miatt a település karantén alá került.

## Külső hivatkozások
- Kongóban megjelent az Ebola[halott link]
- Congo's Ebola town is sealed off, BBC,  2005. május 20.
- 8 dead with Ebola-like symptoms in Congo Archiválva 2005. május 27-i dátummal a Wayback Machine-ben, CNN, 2005. május 12.
- Multimap: Etoumbi térképe

1. ↑  https://ins-congo.cg/download/chapitre-6-statistiques-demographiques/